# Comité exécutif de la ville de Québec
Ne doit pas être confondu avec Conseil exécutif du Québec.
Hôtel de ville de Québec
Le Comité exécutif de la ville de Québec est un comité formé du maire de Québec et de conseillers municipaux choisis par lui. Chaque membre est responsable d'un ou de plusieurs domaines d'intervention de l'administration municipale.
Le comité se charge notamment de la préparation de dossiers devant être soumis pour décision au conseil municipal (par exemple : budget, règlements), des contrats de moins de 100 000 $ et des diverses questions qui lui sont déléguées par le conseil municipal.

## Description
En vertu de l'article 20 de la Charte de la ville, le comité exécutif de la ville se compose du maire et de cinq à neuf conseillers nommés par le maire, lequel peut en tout temps les remplacer. Le maire devient automatiquement président de ce comité dès son élection.
Le comité exécutif siège à huis clos, sauf s’il estime que, dans l’intérêt de la ville, ses délibérations doivent avoir lieu publiquement.
Chaque membre du comité exécutif présent à une séance dispose d’une voix. Une décision se prend à la majorité simple.

## Composition

### 38emairie[1]
Sous la mairie de Bruno Marchand  :

### 37emairie
Sous la mairie de Régis Labeaume :

### 36emairie
Sous la mairie d'Andrée P. Boucher :

### 35emairie
Sous la mairie de Jean-Paul L'Allier :